# 临夏盆地
临夏盆地位于青藏高原东北缘, 为陇中盆地的子盆地。南侧为秦岭, 西侧为雷积山, 北侧为马衔山。是一个典型的前陆盆地。